# En mur av ägg

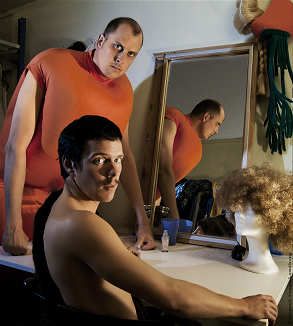
En mur av ägg

En mur av ägg är en teaterföreställning av komikerduon Leif & Ingo. Föreställningen hade premiär på Stenhammarsalen i Göteborg den 23 september 2010 och var deras första föreställning som duo.
Våren 2011 spelades föreställningen hos Improvisation & Co i Stockholm. Hösten 2021 sattes en förkortad variant av färeställningen upp på Bristol Entertainment  i Sundbyberg.

## Handling
Publiken får följa den väldigt långe Lars (2.08m) och den pyttekorte Mats (1.68m), ett komikerpar som har en gemensam show.
På scen där de framför sina sketcher verkar allt frid och fröjd men i logerna bakom scen har livet tätt tillsammans börjat tära på samarbetet och småsaker blir oproportionerligt stora konflikter. Och, i slutändan är det kanske alla de små saker som man irriterar sig på hos folk som man saknar när de försvinner.

## Roller
- Ingemar Jansson - Lars, Vlad, Go, Teckentolken, Siri, Morot, Eritrian, Jerker, Bagarn, Arbetaren, Poppe, Stålmannen
- Leif Sandqvist - Mats, Glad, If, Bruno K Öijer, Sara, Tomat, Svensk, Johnny, Gregorius, Robin Hood-Marion-Prins John, Steffo